# Ustroń (obwód miński)

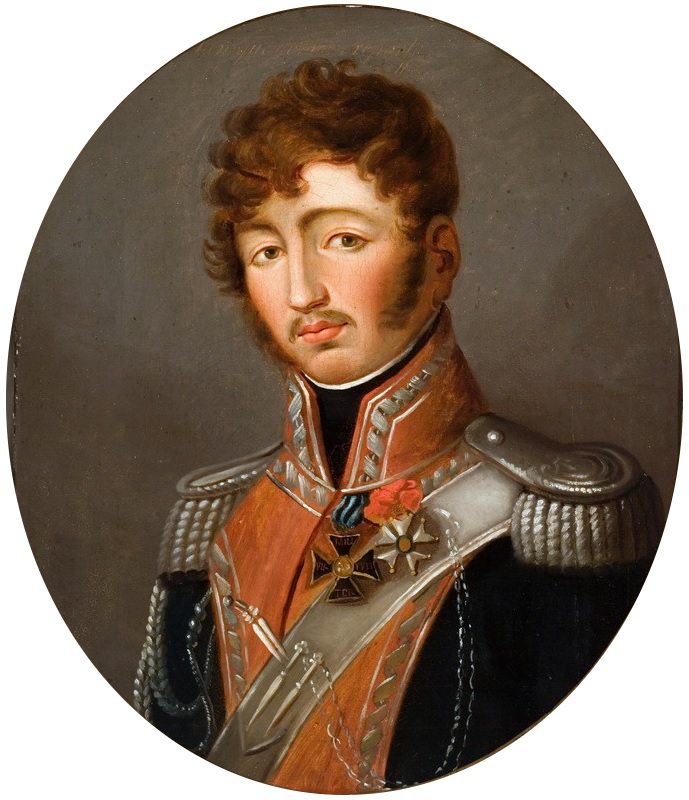
Dominik Radziwiłł, właściciel klucza starczyckiego na początku XIX wieku

Ustroń (biał. Устронь; ros. Устронь; hist. Ustronie) – prawie opuszczona wieś na Białorusi, w rejonie soligorskim obwodu mińskiego, około 21 km na zachód od Soligorska.

## Historia

### Własność (i historia klucza starczyckiego)
Dobra te należały do klucza starczyckiego położonego między Słuckiem a Starobinem, który już w XVI wieku był własnością kniaziów Olelkowiczów. Po śmierci w 1612 roku ostatniej z rodu, Zofii, żony Janusza Radziwiłła (1579–1620), kasztelana wileńskiego, stały się częścią fortuny Radziwiłłów. Na przełomie XVIII i XIX wieku należały do ks. Dominika Radziwiłła (1786–1813). Własność majątku po śmierci Dominika przedstawiana jest dwojako:
- odziedziczyła go jego córka Stefania Radziwiłł (1809–1832), która wyszła za mąż (w 1828 roku) za Ludwika Sayn-Wittgensteina (1799–1866). W 1825 roku, na mocy układu, dobra te nabył Hektor Andrzej Prószyński herbu Lubicz (1785–1866), pułkownik, generał major wojsk rosyjskich, zaufany reprezentant Hotelu Lambert na Mińszczyźnie. Ożenił się on w 1819 roku z Julią Radziwiłłówną (ur. 1792), córką ks. Dominika III (z linii berdyczowskiej). Po śmierci Hektora klucz starczycki został podzielony między jego synów i uległ rozdrobnieniu[2]
- odziedziczyła go Julia Radziwiłłówna (druga córka ks. Dominika Radziwiłła z linii annopolskiej), która wyszła za Hektora Andrzeja Prószyńskiego[3].

Ustroń odziedziczył trzeci syn Hektora, Konstanty Julian (1821–1888), oficer armii carskiej, żonaty z Marią Uniechowską. Majątek liczył wtedy około 3300 mórg. Po Konstanym Julianie i Marii ziemie te odziedziczył ich jedyny syn, Konstanty Hektor Prószyński (1859–1936), działacz społeczny i oświatowy, żonaty z Marią Dynowską (1860–1928). Byli oni ostatnimi właścicielami Ustroni.

### Przynależność administracyjna
Po II rozbiorze Polski w 1793 roku Ustroń, wcześniej należąca do Księstwa Kopylsko-Słuckiego i powiatu słuckiego województwa nowogródzkiego Rzeczypospolitej, znalazła się na terenie powiatu słuckiego (ujezdu), wchodzącego w skład guberni mińskiej Imperium Rosyjskiego. Po ustabilizowaniu się granicy polsko-radzieckiej w 1921 roku wieś weszła w skład Białoruskiej Socjalistycznej Republiki Radzieckiej (ZSRR), od 1991 roku – na terenie Republiki Białorusi.

## Czasy współczesne
W 2009 roku we wsi mieszkały 2 osoby.

## Dawny dwór
Konstanty Julian Prószyński zbudował tu w latach 60. XIX wieku parterowy dwór z poddaszem. Był to drewniany, jedenastoosiowy dom na planie prostokąta, oblicowany modrzewiem. Miał wgłębny portyk z czterema kolumnami. Wnętrze było dwutraktowe, amfiladowe.
Dwór w Ustroni miał charakter artystyczny, zarówno pod względem wyposażenia, z wieloma cennymi obrazami i meblami, jak i pod względem odwiedzających go gości. Bywali tu przed 1920 rokiem malarze: Wilhelm Kotarbiński, Zenon Łęski i Antoni Uniechowski. Wakacje spędzał tu zaprzyjaźniony z Jarosławem Prószyńskim (synem ostatnich właścicieli) Eugeniusz Geppert.
Dom nie przetrwał II wojny światowej.
Majątek w Ustroni jest opisany w 2. tomie Dziejów rezydencji na dawnych kresach Rzeczypospolitej Romana Aftanazego. Aftanazy identyfikuje ten majątek ze wsią Ustrań (biał. Устрань) w rejonie słuckim, 24 km na północny wschód od Ustroni (10 km na południe od Słucka). Jednak w związku z tym, że Konstanty Julian odziedziczył również majątki Mozol (obecnie wieś Mazali, biał. Мазалі) i Zauszyce (obecnie wieś Wialikija Zauszycy, biał. Вялікія Заўшыцы, i osiedle Małyja Zauszycy, biał. Малыя Заўшыцы), znajdujące się obecnie w tym samym sielsowiecie co Ustroń, oraz w związku z tym, że na identyfikację z Ustronią wskazują inne źródła, wydaje się to znacznie bardziej prawdopodobne.